# Рональд Гарвуд
Сер Рональд Гарвуд (англ. Ronald Harwood, при народженні Рональд Хорвіц, англ. Ronald Horwitz; 9 листопада 1934, Кейптаун, ПАР — 8 вересня 2020) — британський письменник, драматург та сценарист південноафриканського походження, найбільш відомий своїми п'єсами для британської сцени, а також сценаріями до фільмів «Костюмер» (за який був номінований на «Оскар») та «Піаніст», за який отримав премію «Оскар» 2003 року за найкращий адаптований сценарій. Номінант на «Оскар» за найкращий адаптований сценарій за фільм «Скафандр і метелик» (2007). Кавалер ордена Британської імперії, член Ордена Східної Франції.

## Життєпис
Народився 9 листопада 1934 року у Кейптауні в родині дочки польських емігрантів Ізабель Пеппер та моряка литовського походження Ісаака Хорвиця. Переїхав з Кейптауна до Лондона 1951 року, щоб навчатися на актора. Змінив прізвище на Гарвуд після того, як його вчитель англійської пояснив, що для актора прізвище Хорвіц надто іноземне та єврейське на слух. Після навчання в Королівській академії драматичного мистецтва він приєднався до шекспірівської трупи сера Дональда Вулфіта. У 1953—1958 роках служив особистим костюмером сера Дональда. Пізніше, спираючись на досвід тих років, він написав п'єсу «Костюмер» і біографію «Сер Дональд Вулфіт, Командор Британської Імперіх: його життя та робота в немодному театрі». 1959 року, покинувши трупу Вулфіта, один сезон грав в театрі «Lyric Hammersmith».
1960 року Гарвуд починає кар'єру письменника й 1961 року публікує свій перший роман «All the Same Shadows», 1962 року пише перший сценарій (для кінострічки «Рядовий Поттер»), а 1964 року створює першу п'єсу «March Hares». Гарвуд є доволі плодовитим автором, ним створено 21 п'єса та 10 книг. Його п'єси подобаються багатьом театралам по всьому світу, але, наприклад, лондонські критики вважають їх важкими й надто серйозними. Його книги також користуються успіхом: 1994 року роман «Дім» отримав Єврейську щоквартальну премію в області художньої літератури. Крім того, ним написано більше 16-ти сценаріїв, але при цьому він рідко створював оригінальні сюжети для кінокартин, як правило, адаптуючи для фільмів книги та п'єси, у тому числі власні роботи («Костюмер»).
Одна з найбільш часто повторюваних тем в творчості Гарвуда — це його любов до театру та акторів, яку можна помітити в п'єсах «After the Lions» (про життя Сари Бернар), «Квартет» (про старіючих оперних співаків) та «Костюмер», у напівавтобіографічному нарисі про талановитого південноафриканського піаніста «Another Time» та його театрологічній книзі «Весь світ — театр». Гарвуд проявляв великий інтерес до Другої світової війни. Це видно по сценаріям до таких фільмів, як «Операція „Схід Сонця“», «Вирок», «Піаніст» та «Думка сторін». За їх основу взято реальні події, у двох останніх з них головними персонажами є музиканти. Його п'єса 2008 року «Английськая трагедія» розповідає про життя британського фашиста Джона Еймері.
Гарвудом також написані сценарії до фільмів «Версія Браунінга» (1994) з Альбертом Фінні, «Театр» (2004) з Аннетт Бенінг і Джеремі Айронсом та «Олівер Твіст» (2005) з Беном Кінгслі.
Став лауреатом премії Оскар за сценарій до стрічки «Піаніст». До цього він вже був номінований 1983 року за фільм «Костюмер». За підсумками 2007 року Гарвуд отримав третю номінацію на премію Оскар за найкращий адаптований сценарій за сценарій до кінофільму «Скафандр і метелик», заснованому на мемуарах Жана-Домініка Бобі. За цю роботу він також отримав премію BAFTA та ще ряд престижних кінонагород.
Помер 8 вересня 2020 року у себе вдома у графстві Сассекс в 85-річному віці.

## Визнання
Гарвуд був президентом англійського ПЕН-клубу у 1989—1993 роках й Міжнародного ПЕН-клубу у 1993—1997 роках. Він був головою Королівського товариства літератури (2001—2004) та президентом Королівського літературного фонду (2005). Він став членом Королівського товариства літератури 1974 року, кавалером ордена Мистецтв та літератури (1996) та командором Ордена Британської імперії (1999). 2003 року його було обрано членом Сербської академії наук і мистецтв в Департамент з питань мови та літератури. Гарвуд отримав звання доктора філології Університету Кіля (2002). Почесний доктор Національної академії театру та кіно (місто Софія) (2007), почесний член Центральної школи драми (2007) та почесний член Університету Чичестера (2009). 12 липня 2010 року за свої театральні заслуги Гарвуд був посвячений в лицарі. Із 2008 року він був головою гілфордського театру «Yvonne Arnaud Theatre».

## Особисте життя
1959 року одружився з Наташею Ріхль, шлюб тривав до її смерті 2013 року. У пари народилися троє дітей: син Ентоні (1960), дочка Дебора (1963) та дочка Александра (1966). Актор Ентоні Шер доводиться йому двоюрідним братом.

## П'єси
- 1964 — «Березневі зайці» / March Hares (м. Ліверпуль)
- 1969 — «Сільські справи» / Country Matters (Театральна компанія «69», м. Манчестер)
- 1974 — «Добрі товариші» / The Good Companions — лібрето мюзикла Андре Превіна та Джонні Мерсера (Театр Його Величності, м. Лондон)
- 1977 — «Випробування Гілберта Пінфолда» / The Ordeal of Gilbert Pinfold — адаптація однойменного роману Івліна Во (Королівський театр біржі, м. Манчестер та «Раундхаус», м. Лондон)
- 1978 — «Родина» / A Family (Королівський театр біржі, м. Манчестер та Королівський театр, Геймаркет, м. Лондон)
- 1980 — «Костюмер» / The Dresser (Королівська біржа, м. Манчестер та Театр Королеви, 1980; Театр герцога Йоркського, 2005, м. Лондон)[20]
- 1982 — «Після левів» / After the Lions (Королівська біржа, м. Манчестер)
- 1984 — «Трамвайний шлях» / Tramway Road (Lyric Theatre, м. Лондон)
- 1985 — «Спланована смерть польського священика» / The Deliberate Death of a Polish Priest (Театр «Алмейда», м. Лондон)
- 1985 — «Перекладачі» / Interpreters (Театр Королеви)
- 1987 — «Дж. Дж. Фарр» / J. J. Farr (Королівський театр у Баті, м. Бат та Phoenix Theatre, м. Лондон)
- 1989 — «Іванов» — переклад п'єси Антона Чехова англійською (Strand Theatre)
- 1989 — «Інші часи» / Another Time (Королівський театр у Баті, м. Бат та Театр Віндхема, м. Лондон)
- 1992 — «Відображення слави» / Reflected Glory (Театр Дарлінгтона та Театр водевіля)
- 1993 — «Отруйне перо» / Poison Pen — про смерть композитора Пітера Ворлока (Королівська біржа, м. Манчестер)
- 1995 — «Думка сторін» / Taking Sides — про диригента Вільгельма Фуртвенглера (Театр «Мінерва», м. Чичестер, 1995 та 2008; Театр Герцогині, м. Лондон, 2009)
- 1996 — «Майстер на всі руки» / The Handyman (Театр «Мінерва», м. Чичестер)
- 1999 — «Квартет» / Quartet (Театр Олбері, м. Лондон)
- 2000 — «Прощальний поцілунок/Гості» / Goodbye Kiss/Guests — подвійна вистава про південноафриканську діаспору (Театр Апельсинового дерева, Ричмонд (Лондон))
- 2001 — «Навернення Малера» / Mahler's Conversion (Театр Івонн Арно, Театр Гілдфорда та Театр Олдвіча)
- 2002 — «Побачимося наступного вівторка» / See U Next Tuesday — адаптація п'єси «Закусочна» Френсіса Вебера (театр «Гейт», м. Дублін, 2002 та Театр Олбері, м. Лондон, 2003)
- 2008 — «Англійська трагедія» / An English Tragedy — заснована на реальних подіях британського фашиста Джона Еймері (Театр «Палас», м. Вотфорд)
- 2008 — «Співпраця» / Collaboration — заснована на відносинах між композитором Ріхардом Штраусом та письменником Стефаном Цвейгом (Театр «Мінерва», м. Чичестер, 2008; Театр «Дюшес», м. Лондон, 2009)
- ??? — «Чаювання зі Сталіним» / Taking Tea With Stalin — захоплення європейських інтелектуалів Радянським Союзом: Бернард Шоу з Ненсі Астор та Вальдорф Астор відвідали Сталіна у Москві[21]. Драма була зафільмована Польським телебаченням 2001 року під назвою «Herbatka u Stalina»[22]

## Фільмографія
- 1962 — «Рядовий Поттер» (англ. Private Potter), реж. Каспар Вреде
- 1962 — «Перукар зі Стемфорд-Гілла» (англ. The Barber of Stamford Hill), реж. Каспар Вреде
- 1965 — «Ураган над Ямайкою» (англ. A High Wind in Jamaica), реж. Олександр Макендрик (за мотивами роману «Сильний вітер на Ямайці» Річарда Г'юза)
- 1967 — «Щоб ти здохла, люба» (англ. Drop Dear Darling), реж. Кен Г'юз (за книгою «Обережна людина» Річарда Демінга)
- 1968 — «Діаманти на сніданок» (англ. Diamonds for Breakfast), реж. Крістофер Морахен
- 1968 — «Дівчина з пістолетом» (італ. La ragazza con la pistola), реж. Маріо Монічеллі
- 1970 — «Очевидець» (англ. Eyewitness), реж. Джон Хаф (за мотивами роману «Очевидець» Марка Гебдена)
- 1970 — «Один день Івана Денисовича» (англ. One Day in the Life of Ivan Denisovich), реж. Каспар Вреде (за мотивами повісті Олександра Солженіцина)
- 1975 — «Операція „Схід Сонця“» (англ. Operation Daybreak), реж. Льюїс Гілберт (за мотивами документальної книги «Сім чоловіків на світанку» Алана Берджесса)
- 1979 —1981 — «Невигадані історії» (телесеріал-антологія, написав 12 епізодів)
- 1981 — «Евіта Перон» (англ. Evita Peron), реж. Марвін Дж. Чомскі (телевізійний фільм, заснований на документальних книгах «Евіта, перша леді» Джона Барнса та «Евіта: Реальне життя Єви Перон» Ніколаса Фрейзера)
- 1983 — «Костюмер» (англ. The Dresser), реж. Пітер Єтс (також продюсер)
- 1985 — «Доктор і дияволи» (англ. The Doctor and the Devils), реж. Фредді Френсіс (за мотивами попереднього сценарію Ділана Томаса)
- 1987 — «Мандела» (англ. Mandela), реж. Філіпп Севілл (телефільм)
- 1989 — «Зворотний відлік до війни» (англ. Countdown to War), реж. Патрік Лау (телефільм)
- 1991 — «Красиве кохання» (італ. Cin cin), реж. Джин Семс (за мотивами п'єси «Чин-Чін» Франсуа Біллетду)
- 1994 — «Версія Браунінга» (англ. The Browning Version), реж. Майкл Фіггіс (за мотивами п'єси Теренса Реттігена)
- 1995 — «Два кольори часу» (англ. Cry, the Beloved Country), реж. Даррелл Рудт (за мотивами роману «Плач, кохана країна» Алана Патона)
- 2001 — «Думка сторін» (англ. Taking Sides), реж. Іштван Сабо
- 2002 — «Піаніст» (англ. The Pianist), реж. Роман Полянський (за мотивами мемуарів «Піаніст» Владислава Шпільмана)
- 2003 — «Вирок» (англ. The Statement), реж. Норман Джуісон (за мотивами роману Браяна Мура)
- 2004 — «Бути Джулією» (англ. Being Julia), реж. Іштван Сабо (за мотивами роману «Театр» Сомерсета Моема)
- 2005 — «Олівер Твіст» (англ. Oliver Twist), реж. Роман Полянський (за мотивами роману «Пригоди Олівера Твіста» Чарлза Дікенса)
- 2007 — «Скафандр і метелик» (фр. Le scaphandre et le papillon), реж. Джуліан Шнабель (за мотивами мемуарів Жана-Домініка Бобі)
- 2007 — «Кохання під час холери» (англ. Love in the time of cholera), реж. Майк Ньюелл (за мотивами роману Габріеля Гарсії Маркеса)
- 2008 — «Австралія» (англ. Austrslia), реж. Баз Лурманн
- 2012 — «Квартет» (англ. Quartet), реж. Дастін Гоффман